# Колесник Юлія Олександрівна
Ю́лія Олекса́ндрівна Коле́сник (* 1996) — українська веслувальниця на байдарках і каное. Майстер спорту України міжнародного класу. Чемпіонка України.

## Життєпис
Народилась 1996 року. Веслуванням почала займатися 2010 року в Баштанці Миколаївської області; тренери Олександр Васюнькін та Віктор Демидюк. Сергій Чернишов та Юрій Чебан запросили до Южного, виступати за ФСК «Хімік». Представляє Одеську область.
Виграла бронзову медаль на Чемпіонаті світу з веслування на каное-2021 — дистанція C4 500 метрів.